# Marija Kirillovna Romanova
Granduchessa Marija Kirillovna di Russia (Coburgo, 2 febbraio 1907 – Madrid, 25 ottobre 1951) era la primogenita del Granduca Kirill Vladimirovič di Russia e della Granduchessa Vittoria Fëdorovna.
Nacque a Coburgo perché suo padre era stato confinato in esilio fuori dalla Russia dal momento che lo zar Nicola II di Russia non aveva accettato il suo matrimonio con la cugina (ed ex cognata della moglie). In famiglia era chiamata Marie, in francese, o Masha, in russo. Poté tornare in Russia ancora piccola, ma con la Rivoluzione d'ottobre, lei e la sua famiglia furono costretti ad andare via nuovamente.

## Biografia

### Infanzia

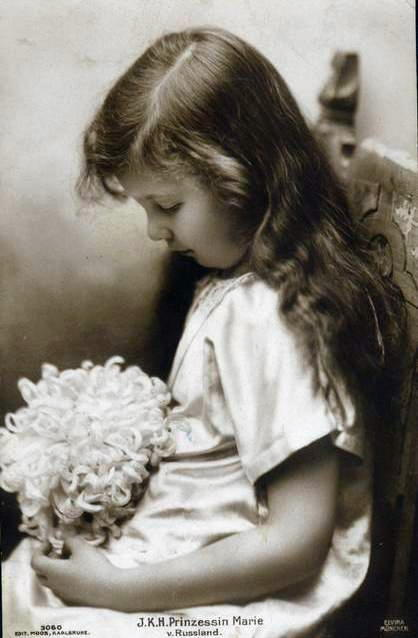
La Granduchessa Maria Kirillovna da bambina.

Marija fu allevata a Coburgo e a Saint-Briac in Francia. Nacque Principessa Maria Kirillovna di Russia, ma suo padre le concesse il titolo di Granduchessa di Russia con il trattamento di altezza imperiale quando si dichiarò Protettore del Trono Russo nel 1924. Da piccola, la bionda Marija dagli occhi blu assomigliava alla nonna materna, la Granduchessa Marija Aleksandrovna di Russia, nell'aspetto, con un viso largo e rotondo ed una tendenza ad ingrassare e sembrare più grande della sua vera età quando era ancora adolescente. Fu descritta come " timida e disinvolta", ma che ebbe anche la sua parte di inconvenienti. Nel 1924, quando era diciassettenne, la "volubile" Marija fece visita a sua zia, la Regina Maria di Romania, ed ebbe un flirt con il genero di una dama della corte rumena. La cugina quindicenne, Principessa Ileana, diffuse le voci sulla faccenda quando Marija ritornò a casa, causando relazioni tese tra la Regina di Romania e la madre di Marija, Vittoria. Il conflitto fu poi appianato.

### Matrimonio e figli
L'anno dopo, il 24 febbraio 1925, Marija fu fidanzata ad un principe relativamente minore, il Principe Federico Carlo, l'Ereditario Principe di Leiningen (13 febbraio 1898 – 2 agosto 1946). Vittoria Melita era al capezzale della figlia quando ebbe il primo figlio, Emich Kirill, nel 1926. Assisté anche a tutti gli altri parti di Marija. Marija ebbe in tutto sette figli, uno dei quali morì nell'infanzia durante la II Guerra Mondiale. Suo marito fu obbligato ad entrare nell'esercito tedesco e venne preso prigioniero dai sovietici alla fine della guerra. Morì di inedia in un campo di concentramento russo nel 1946. Marija, da sola e con pochi soldi, lottò per vivere e sfamare i sei figli sopravvissuti. Morì cinque anni dopo per un attacco di cuore all'età di quarantaquattro anni.
Marija ebbe sette figli:
- Principe Emich Kirill Ferdinand Hermann di Leiningen (18 ottobre 1926 – 30 ottobre 1991); sposò la Duchessa Eilika di Oldenburg, figlia of Nikolaus, Granduca Ereditario di Oldenburg. Sono i genitori di Andreas, VIII Principe di Leiningen e di Carlo Emilio di Leiningen, pretendente all'abolito trono russo.
- Principe Karl Vladimir Ernst Heinrich di Leiningen (2 gennaio 1928 – 28 settembre 1990); sposò la Principessa Maria Luisa di Bulgaria, figlia di Boris III di Bulgaria
- Principessa Kira Melita Feodora Marie Victoria Alexandra di Leiningen (18 luglio 1930 – 24 settembre 2005); sposò il Principe Andrej di Yugoslavia
- Principessa Margherita Ileana Victoria di Leiningen (9 maggio 1932 – 16 giugno 1996); sposò Federico Guglielmo, Principe di Hohenzollern
- Principessa Mechtilde Alexandra di Leiningen (nata il 2 gennaio 1936)
- Principe Friedrich Wilhelm Berthold di Leiningen (18 giugno 1938 – 29 agosto 1998)
- Principe Peter Victor di Leiningen (23 dicembre 1942 – 12 gennaio 1943)[8]

## Ascendenza
|                                           |                                   |                                                         | Genitori                                         |  |  | Nonni |  |  | Bisnonni                |  |  | Trisnonni          |  |
|                                           |                                   |                                                         |                                                  |  |  |       |  |  | Alessandro II di Russia |  |  | Nicola I di Russia |  |
|                                           |                                   |                                                         |                                                  |  |  |       |  |  | Alessandro II di Russia |  |  | Nicola I di Russia |  |
|                                           |                                   | Principessa Carlotta di Prussia                         |                                                  |  |  |       |  |  | Alessandro II di Russia |  |  |                    |  |
| Granduca Vladimir Aleksandrovič di Russia |                                   |                                                         |                                                  |  |  |       |  |  | Alessandro II di Russia |  |  |                    |  |
|                                           |                                   | Principessa Maria d'Assia e del Reno                    | Luigi II, Granduca d'Assia e del Reno            |  |  |       |  |  |                         |  |  |                    |  |
|                                           |                                   | Principessa Maria d'Assia e del Reno                    | Luigi II, Granduca d'Assia e del Reno            |  |  |       |  |  |                         |  |  |                    |  |
|                                           |                                   | Principessa Maria d'Assia e del Reno                    | Principessa Guglielmina di Baden                 |  |  |       |  |  |                         |  |  |                    |  |
| Kirill Vladimirovič, Granduca di Russia   |                                   | Principessa Maria d'Assia e del Reno                    |                                                  |  |  |       |  |  |                         |  |  |                    |  |
|                                           |                                   | Federico Francesco II, Granduca di Meclemburgo-Schwerin | Paolo Federico, Granduca di Meclemburgo-Schwerin |  |  |       |  |  |                         |  |  |                    |  |
|                                           |                                   | Federico Francesco II, Granduca di Meclemburgo-Schwerin | Paolo Federico, Granduca di Meclemburgo-Schwerin |  |  |       |  |  |                         |  |  |                    |  |
|                                           |                                   | Federico Francesco II, Granduca di Meclemburgo-Schwerin | Principessa Alessandrina di Prussia              |  |  |       |  |  |                         |  |  |                    |  |
| Duchessa Maria di Meclemburgo-Schwerin    |                                   | Federico Francesco II, Granduca di Meclemburgo-Schwerin |                                                  |  |  |       |  |  |                         |  |  |                    |  |
|                                           |                                   | Principessa Augusta Reuss di Köstritz                   | Principe Enrico LXIII Reuss di Köstritz          |  |  |       |  |  |                         |  |  |                    |  |
|                                           |                                   | Principessa Augusta Reuss di Köstritz                   | Principe Enrico LXIII Reuss di Köstritz          |  |  |       |  |  |                         |  |  |                    |  |
|                                           |                                   | Principessa Augusta Reuss di Köstritz                   | Contessa Eleonora di Stolberg-Wernigerode        |  |  |       |  |  |                         |  |  |                    |  |
| Marija Kirillovna Romanova                |                                   | Principessa Augusta Reuss di Köstritz                   |                                                  |  |  |       |  |  |                         |  |  |                    |  |
|                                           | Alberto di Sassonia-Coburgo-Gotha | Ernesto I di Sassonia-Coburgo-Gotha                     |                                                  |  |  |       |  |  |                         |  |  |                    |  |
|                                           | Alberto di Sassonia-Coburgo-Gotha | Ernesto I di Sassonia-Coburgo-Gotha                     |                                                  |  |  |       |  |  |                         |  |  |                    |  |
|                                           | Alberto di Sassonia-Coburgo-Gotha | Luisa di Sassonia-Gotha-Altenburg                       |                                                  |  |  |       |  |  |                         |  |  |                    |  |
| Alfredo di Sassonia-Coburgo-Gotha         | Alberto di Sassonia-Coburgo-Gotha |                                                         |                                                  |  |  |       |  |  |                         |  |  |                    |  |
|                                           |                                   | Vittoria del Regno Unito                                | Edoardo Augusto di Hannover                      |  |  |       |  |  |                         |  |  |                    |  |
|                                           |                                   | Vittoria del Regno Unito                                | Edoardo Augusto di Hannover                      |  |  |       |  |  |                         |  |  |                    |  |
|                                           |                                   | Vittoria del Regno Unito                                | Vittoria di Sassonia-Coburgo-Saalfeld            |  |  |       |  |  |                         |  |  |                    |  |
| Vittoria Melita di Sassonia-Coburgo-Gotha |                                   | Vittoria del Regno Unito                                |                                                  |  |  |       |  |  |                         |  |  |                    |  |
|                                           |                                   | Alessandro II di Russia                                 | Nicola I di Russia                               |  |  |       |  |  |                         |  |  |                    |  |
|                                           |                                   | Alessandro II di Russia                                 | Nicola I di Russia                               |  |  |       |  |  |                         |  |  |                    |  |
|                                           |                                   | Alessandro II di Russia                                 | Carlotta di Prussia                              |  |  |       |  |  |                         |  |  |                    |  |
| Marija Aleksandrovna Romanova             |                                   | Alessandro II di Russia                                 |                                                  |  |  |       |  |  |                         |  |  |                    |  |
|                                           |                                   | Maria d'Assia-Darmstadt                                 | Luigi II d'Assia                                 |  |  |       |  |  |                         |  |  |                    |  |
|                                           |                                   | Maria d'Assia-Darmstadt                                 | Luigi II d'Assia                                 |  |  |       |  |  |                         |  |  |                    |  |
|                                           |                                   | Maria d'Assia-Darmstadt                                 | Guglielmina di Baden                             |  |  |       |  |  |                         |  |  |                    |  |
|                                           |                                   | Maria d'Assia-Darmstadt                                 |                                                  |  |  |       |  |  |                         |  |  |                    |  |